# Krška jama
Krška jama – jaskinia krasowa znajdująca się w środkowej Słowenii, nad źródłem rzeki Krka, w pobliżu miejscowości Gradiček i Trebnja Gorica w gminie Ivančna Gorica.

## Charakterystyka

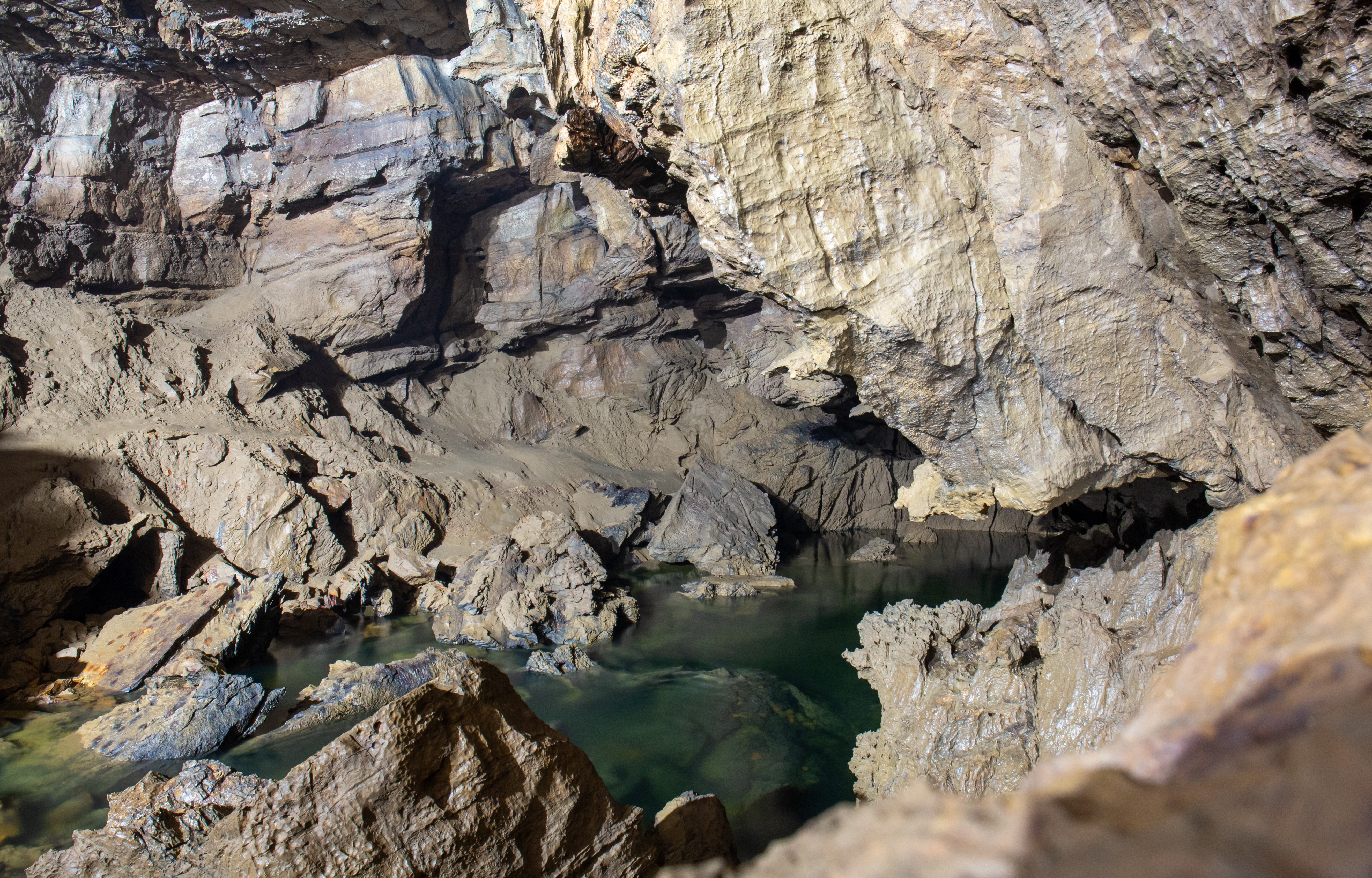
Wnętrze Krškiej jamy w 2023 roku

Krška jama jest poziomą jaskinią krasową znajdującą się nieopodal źródła rzeki Krka, na północ od wsi Gradiček. Jej szacowana długość to ok. 820 m, z czego według stanu z 2018 odkryte zostało 490 m, a dostępne do zwiedzania jest ok. 200 m. Jaskinia ma głębokość 44 m. Tuż za wejściem znajduje się obszerna komora o długości ponad 200 m i szerokości ok. 30 m, której dno pokryte jest żwirem oraz dużymi głazami sięgającymi we wschodniej części aż po sklepienie jaskini. Stalaktyty są stosunkowo nieliczne; przeważają draperie naciekowe oraz makaron jaskiniowy, jest też kilka mis martwicowych. Komorę zamyka jezioro syfonowe, dalsza część jaskini jest więc dostępna wyłącznie dla płetwonurków.
Woda przesiąka do Krškiej jamy przez ponory znajdujące się we wschodniej części polja krasowego Radensko polje, natomiast wody podziemne z jaskini wypływają na powierzchnię wyłącznie w przypadku zwiększonych opadów czy powodzi. Jaskinia jest siedliskiem dla co najmniej 31 gatunków zwierząt, w tym licznych nietoperzy oraz dla odmieńca jaskiniowego (Proteus anguinus) – płaza ogoniastego będącego endemitem bałkańskim.

## Historia
Krška jama miała zapewniać mieszkańcom schronienie w „burzliwych czasach”, co zostało opisane w opowiadaniu historycznym Jurij Kozjak autorstwa Josipa Jurčiča. W XVII wieku jako pierwszy swoją wizytę w jaskini odnotował Janez Vajkard Valvasor, natomiast pierwszy jej plan narysował w 1887 roku Jan Vladimír Hráský. W 1935 roku wejście do jaskini zostało poszerzone w celu umożliwienia szybszego odpływu wód gruntowych i dla ograniczenia zalewania Radensko polja.
Jaskinia od 1996 roku jest udostępniona dla turystów. Grupy liczące minimum 8 osób mogą ją zwiedzić z przewodnikiem w okresie od kwietnia do października po wcześniejszej rezerwacji telefonicznej. Przez cały rok obiekt mogą odwiedzać uczniowie szkół oraz studenci.